# Пиерре Санфоурче-Лапорте
Pierre Sanfourche-Laporte (рођена 24 марс 1774 ет морт ле 30 јуин 1856 ) је ун јурист ет авочат белге.

### Адвокат
Од 1832. до 1852. године радио је као адвокат у Касационом суду града Брисела за време владавине Леополда I од Белгије.

## Референца
1. ↑  https://advocass.be/fr/histoire/
2. ↑  https://popups.uliege.be/1370-2262/index.php?id=176
3. ↑  https://books.openedition.org/pur/4600?lang=fr
4. ↑  https://web.archive.org/web/20211121113420/http://www.just-his.be/eprints/view/creators/Sanfourche-Laporte=3APierre=3A=3A.default.html
5. ↑  https://openlibrary.org/authors/OL2450137A/Pierre_Sanfourche-Laporte